# GPN2
GPN2 (англ. GPN-loop GTPase 2) – білок, який кодується однойменним геном, розташованим у людей на 1-й хромосомі. Довжина поліпептидного ланцюга білка становить 310 амінокислот, а молекулярна маса — 34 561.
| 10         |  | 20         |  | 30         |  | 40         |  | 50         |
| ---------- |  | ---------- |  | ---------- |  | ---------- |  | ---------- |
| MAGAAPTTAF |  | GQAVIGPPGS |  | GKTTYCLGMS |  | EFLRALGRRV |  | AVVNLDPANE |
| GLPYECAVDV |  | GELVGLGDVM |  | DALRLGPNGG |  | LLYCMEYLEA |  | NLDWLRAKLD |
| PLRGHYFLFD |  | CPGQVELCTH |  | HGALRSIFSQ |  | MAQWDLRLTA |  | VHLVDSHYCT |
| DPAKFISVLC |  | TSLATMLHVE |  | LPHINLLSKM |  | DLIEHYGKLA |  | FNLDYYTEVL |
| DLSYLLDHLA |  | SDPFFRHYRQ |  | LNEKLVQLIE |  | DYSLVSFIPL |  | NIQDKESIQR |
| VLQAVDKANG |  | YCFRAQEQRS |  | LEAMMSAAMG |  | ADFHFSSTLG |  | IQEKYLAPSN |
| QSVEQEAMQL |  |            |  |            |  |            |  |            |

A: Аланін

C: Цистеїн

D: Аспарагінова кислота

E: Глутамінова кислота

F: Фенілаланін

G: Гліцин

H: Гістидин

I: Ізолейцин

K: Лізин

L: Лейцин

M: Метіонін

N: Аспарагін

P: Пролін

Q: Глутамін

R: Аргінін

S: Серин

T: Треонін

V: Валін

W: Триптофан

Кодований геном білок за функцією належить до гідролаз. 
Задіяний у такому біологічному процесі, як ацетилювання. 
Білок має сайт для зв'язування з нуклеотидами, ГТФ. 